# Madam Mikmak
Madam Mikmak, oorspronkelijke naam Madam Mim, is een Walt Disney-personage. Ze is  een oude heks met grijs, warrig haar en draagt doorgaans een wijde roze rok. 
Ze kwam voor het eerst voor in een van de lange tekenfilms van Disney, maar is vooral bekend geworden van latere stripverhalen die onder meer zijn verschenen in het stripweekblad Donald Duck.

## Verhaallijnen
Madam Mim verscheen voor het eerst in 1963 als antagoniste in de lange  Disney-animatiefilm Merlijn de Tovenaar. In deze film maakt ze haar opwachting als boosaardige heks, die het op het leven van kroonprins Arthur heeft voorzien. Ze is een concurrent van de tovenaar Merlijn, maar wordt door hem uiteindelijk in een toverduel verslagen. In de Nederlandstalige versie van deze film heeft ze nog haar oorspronkelijke Engelse naam. 
Al kort na haar debuut in de film kreeg Madam Mim een rol als bij- en hoofdfiguur in enkele, meestal korte stripverhalen. In Nederlandstalige versies van deze strips kreeg ze tevens haar huidige Nederlandse naam. In haar beginjaren als stripfiguur had ze nog overwegend kwaadaardige rollen. Ze verscheen in sommige verhalen samen met andere slechte heksen uit de Disney-wereld (Zwarte Magica, Malafide) en soms ook met de Zware Jongens. In de loop der jaren veranderde ze echter steeds meer in een doorgaans vriendelijke heks met over het algemeen goede bedoelingen. Ze werd een van de vaste bewoners het Duckstadse Bos (in sommige verhalen komt ze ook samen met Midas Wolf voor) en ontwikkelde zich gaandeweg tot een Addams family-achtig figuur. 
Madam Mikmaks beste vriendin is in veel van de korte verhalen Hortensia Heks, die vaak bij haar op bezoek komt.

## Stem
Martha Wentworth sprak eerst voor Merlijn de Tovenaar de stem van Madam Mikmak in, waarna Russi Taylor in latere tekenfilms deze stem deed. Tonny Huurdeman deed de stem van Madam Mikmak in de Nederlandse nasynchronisatie van Merlijn de Tovenaar.